# Birkum
Birkum är en ort i Region Syddanmark i Danmark. Orten hade 214 invånare (2019). Den ligger i Odense kommun på ön Fyn.